# Grancona
Grancona è una frazione del comune italiano di Val Liona, in provincia di Vicenza.
Fino al 17 febbraio 2017 ha costituito un comune autonomo, con frazioni San Gaudenzio e Spiazzo.

## Geografia fisica
Grancona si trova nella zona centro-occidentale dei colli Berici, all'origine della valle dello scolo Liona; poco oltre, essa entra in comune di Zovencedo, diramandosi nella valle Gazzo.
Il paese si trova in corrispondenza della chiesa parrocchiale, in posizione sopraelevata a 150 m s.l.m. e dominata a nord dal monte Mazzabò di 226 m. 
Poco distante da esso si trovano la località di Corrubio e il centro abitato di Pederiva, localizzato sul piano a 36 m s.l.m., dove si trova il municipio.

## Origini del nome
Il toponimo ha origini incerte e sono state presentate numerose ipotesi etimologiche. Per alcuni, deriva dal latino cancer "granchio", in relazione alla presenza di granchi d'acqua dolce nei fiumi della zona; oppure, va collegato al tedesco krankenhaus "ospedale, casa della sofferenza o delle malattie"; ancora, potrebbe derivare da granza "terreno coltivato", o da grangia, riferimento alle comunità di monaci benedettini e cistercensi che operarono la bonifica del territorio.

## Storia
Sul castellaro, il colle su cui un tempo era costruito un imponente castello, si innalza da più di un secolo la chiesa neoclassica di Grancona; della cinta muraria sono rimaste però soltanto le fondazioni e qualche breccia.

Il castello ebbe in passato grande importanza: fu eretto nel X secolo per contenere una chiesetta e soprattutto per difendere la popolazione dalle invasioni degli Ungari.
Durante le lotte medioevali tra guelfi e ghibellini, nel 1209, vi trovarono rifugio i vicentini guelfi, che preparavano il contrattacco a Ezzelino II il Monaco; questi però assediò la cinta fortificata e, dopo averla espugnata, la distrusse.

Il castello subì gravi danni nel 1227, ad opera di Alberico da Romano, durante le lotte con il vescovo di Vicenza.

Durante il medioevo, dunque, non solo fu luogo di rifugio dalle invasioni e dalle guerre civili, ma fu anche oasi di pace e di riposo in tempi di tranquillità.

I vescovi di Vicenza vi soggiornarono più volte, e dal castello emanarono alcuni decreti, come ad esempio, nel 1266, tre atti di investitura, firmati con la dicitura “in castrum Granconae”.

Il castello fu poi definitivamente distrutto dai Veneziani alla fine della guerra contro la lega di Cambrai, nel 1500.
Nel 1530 fu costruita la chiesa parrocchiale, che prima sorgeva all'interno del castello, presente sul colle forse sin dal IV secolo d.C.

Per la ricostruzione furono usate le rovine del castello, di cui permane ancora oggi l'impronta in alcune parti dell'edificio. 

In seguito subì numerosi restauri, fino al 1872, quando con la progettazione della nuova chiesa il colle fu spianato.
La chiesa attuale, di forme neoclassiche, è affiancata da un campanile in pietra, con cella campanaria sorretta da una loggia merlata.
La frazione di Grancona ha costituito un comune autonomo della Provincia di Vicenza fino al 17 febbraio 2017, quando è avvenuta la fusione con il comune di San Germano dei Berici.

Stemma dell'ex comune

### Simboli
Lo stemma del comune si poteva blasonare:
Il gonfalone era un drappo di azzurro.

## Società

Territorio dell'ex comune di Grancona all'interno della provincia di Vicenza

### Evoluzione demografica
Abitanti censiti

## Amministrazione
| Periodo          | Periodo          | Primo cittadino  | Partito                           | Carica  | Note  |
| ---------------- | ---------------- | ---------------- | --------------------------------- | ------- | ----- |
| 18 dicembre 1986 | 5 giugno 1990    | Lino Casalin     | DC                                | Sindaco |       |
| 5 giugno 1990    | 24 aprile 1995   | Lino Casalin     | DC                                | Sindaco |       |
| 24 aprile 1995   | 14 giugno 1999   | Lino Casalin     | lista civica                      | Sindaco |       |
| 14 giugno 1999   | 14 giugno 2004   | Lino Casalin     | centro                            | Sindaco |       |
| 14 giugno 2004   | 8 giugno 2009    | Antonio Mondardo | Lega Nord - civiche               | Sindaco |       |
| 8 giugno 2009    | 26 maggio 2014   | Antonio Mondardo | centro-destra (liste civiche)     | Sindaco |       |
| 26 maggio 2014   | 17 febbraio 2017 | Antonio Lazzari  | Lista civica "Tutti per Grancona" | Sindaco | [ 7 ] |

## Sport

### Calcio
La squadra di calcio è l'A.S.D. A.C. Grancona 1969 Calcio che milita nel girone C di Seconda Categoria. I colori sociali sono il verde ed il nero. È nata nel 1969.